# ماوند سیتی (میزوری)
ماوند سیتی (به انگلیسی: Mound City) یک شهر در ایالات متحده آمریکا است که در شهرستان هالت، میزوری واقع شده‌است. ماوند سیتی ۳٫۳۴ کیلومتر مربع مساحت و ۱٬۱۵۹ نفر جمعیت دارد و ۲۷۱ متر بالاتر از سطح دریا واقع شده‌است.